# Saint-Pardoux-le-Neuf (Creuse)
Saint-Pardoux-le-Neuf ist eine Gemeinde im Zentralmassiv in Frankreich. Sie gehört zur Region Nouvelle-Aquitaine, zum Département Creuse, zum Arrondissement Aubusson und zum Kanton Aubusson. Sie grenzt im Nordwesten an Aubusson, im Norden an Saint-Alpinien, im Osten und Südosten an Néoux sowie im Südwesten und Westen an Moutier-Rozeille.

## Bevölkerungsentwicklung

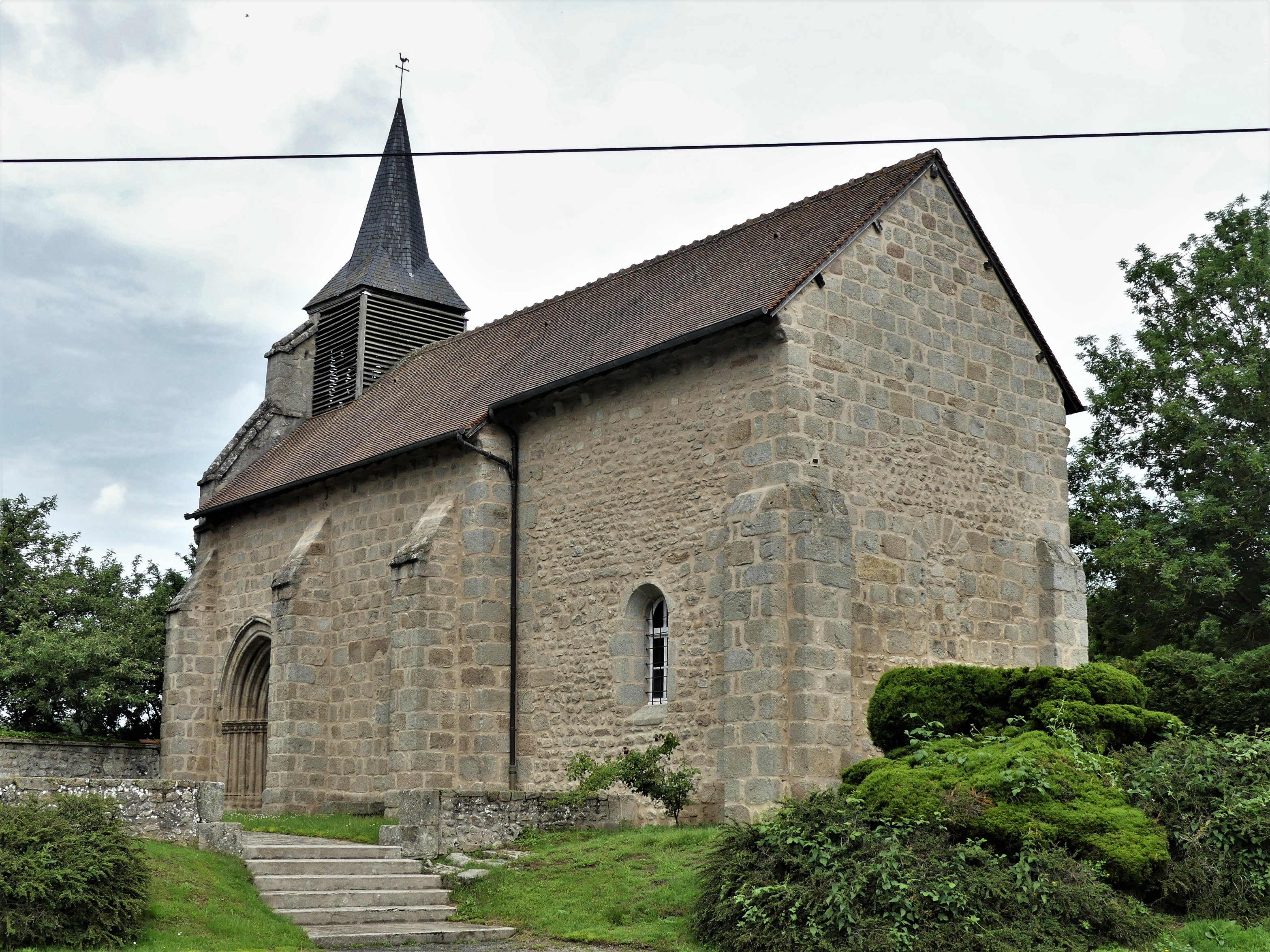
Kirche Saint-Pardoux

| Jahr      | 1962 | 1968 | 1975 | 1982 | 1990 | 1999 | 2008 | 2013 |
| --------- | ---- | ---- | ---- | ---- | ---- | ---- | ---- | ---- |
| Einwohner | 161  | 146  | 153  | 175  | 164  | 165  | 175  | 182  |